# Damernas fyra utan styrman i rodd vid olympiska sommarspelen 1992
Damernas fyra utan styrman i rodd vid olympiska sommarspelen 1992 avgjordes mellan den 27 juli och 1 augusti 1992.

## Medaljörer
| Gren              | Guld                                                               | Silver                                                     | Brons                                                       |
| Fyra utan styrman | Kanada Kirsten Barnes Jessica Monroe Brenda Taylor Kay Worthington | USA Shelagh Donohoe Cynthia Eckert Carol Feeney Amy Fuller | Tyskland Antje Frank Annette Hohn Gabriele Mehl Birte Siech |

## Resultat

### A-final
| Placering | Roddare                                                                            | Land       | Tid     |
| --------- | ---------------------------------------------------------------------------------- | ---------- | ------- |
| 1         | Kirsten Barnes, Jessica Monroe, Brenda Taylor och Kay Worthington                  | Kanada     | 6:30,85 |
| 2         | Shelagh Donohoe, Cynthia Eckert, Carol Feeney och Amy Fuller                       | USA        | 6:31,86 |
| 3         | Antje Frank, Annette Hohn, Gabriele Mehl och Birte Siech                           | Tyskland   | 6:32,34 |
| 4         | Liu Xirong, He Yanwen, Cao Mianying och Zhou Shouying                              | Kina       | 6:32,50 |
| 5         | Victoria Lepădatu, Iulia Bobeică-Bulie, Adriana Chelariu-Bazon och Maria Pădurariu | Rumänien   | 6:37,24 |
| 6         | Jodie Dobson, Emmy Snook, Megan Still och Kate Slatter                             | Australien | 6:41,72 |